# Rob Graafland

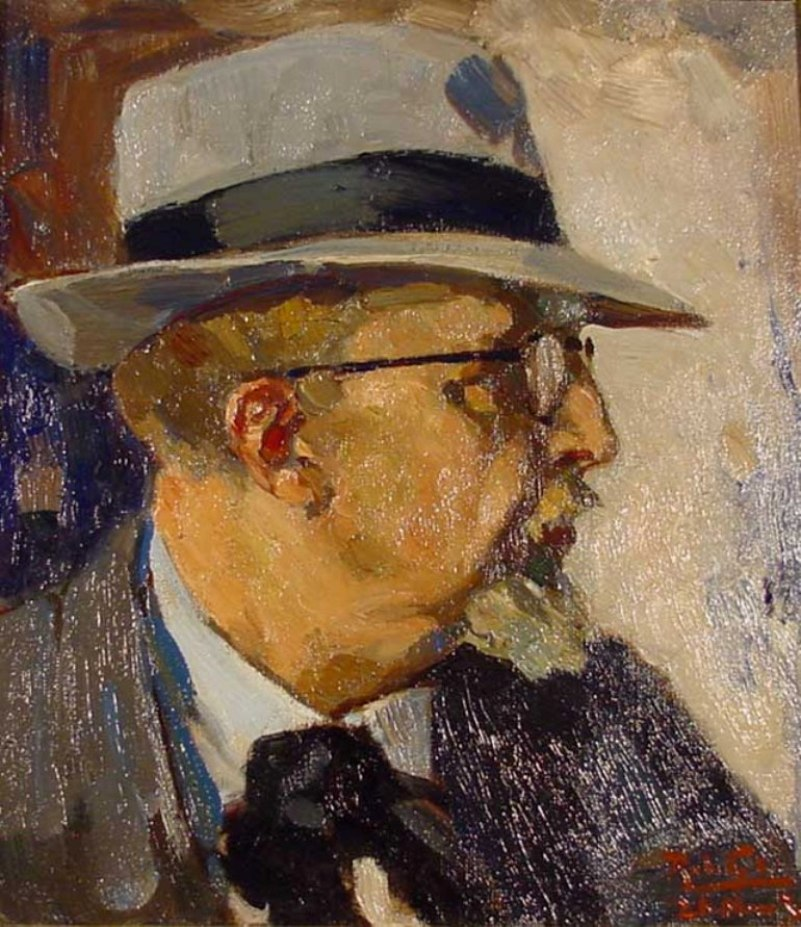
Zelfportret 1936

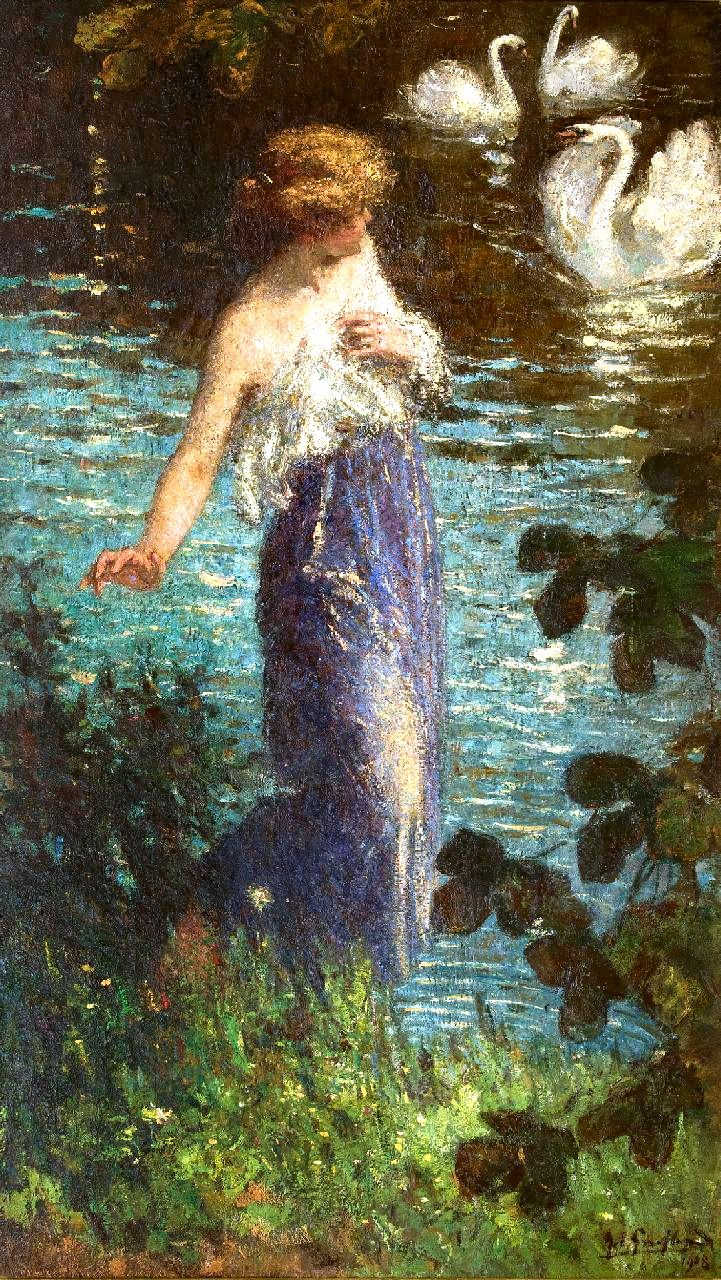
Le cygne méchant 1908

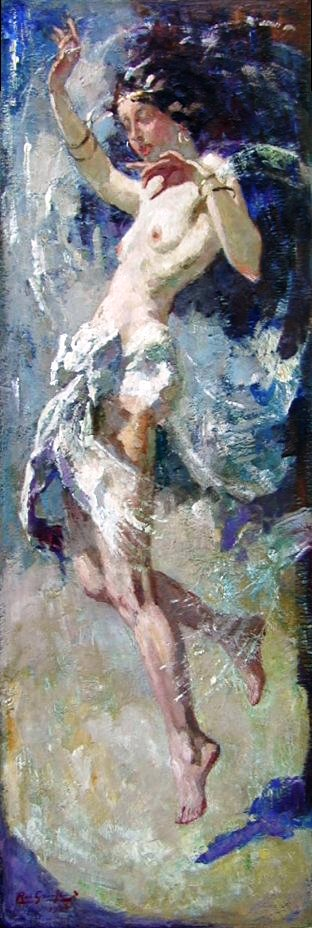
Danseres 1937.jpg

Jhr. Robert Archibald Antonius Joan (Rob) Graafland (Maastricht, 26 november 1875 – Heerlen, 28 april 1940) was een Nederlandse kunstschilder.

## Jeugd en opleiding
Robert Graafland was een telg uit het van oorsprong Amsterdamse patriciërsgeslacht Graafland, waarvan leden sinds 1815 tot de Nederlandse adel behoren. Zijn vader, jhr. Joan Graafland (1850-1925), was commissionair-bankier. Als heraldicus publiceerde hij twee geïllustreerde boekwerken: Limburgsche Wapens (in samenwerking met J.M. v.d. Venne) en Encyclopédie Héraldique, postuum verschenen in het Nederlands en het Frans. Tevens brandschilderde Joan houten wapenborden met behulp van brandstift en kleuren.
In 1890 verhuisde het gezin Graafland van Maastricht naar Amsterdam waar Rob tegelijkertijd de Rijksnormaalschool voor Teekenonderwijzers en de Quellinusschool doorliep. Vervolgens liet hij zich in 1895 aan de Rijksacademie voor Beeldende Kunsten te Amsterdam inschrijven. Zijn leermeesters waren de professoren August Allebé en Carel Dake.

## Leraarschap
Na zijn studie keerde Graafland in 1898 terug naar Maastricht en werd tekenleraar aan het Stadstekeninstituut aldaar. Onder zijn vijf andere collega's was de beeldhouwer Frans van de Laar. Er was in die dagen weinig of geen cultureel leven in Maastricht. Behalve schilderkunst doceerde Rob Graafland ook muziek en literatuur. De gebroeders Mathias en Pierre Kemp raakten hierdoor met de "kleengedichten" van Guido Gezelle bekend, hetgeen een grote invloed op hun literaire ontwikkeling zou hebben.

## Zondagsschilderschool
In 1901 richtte Graafland samen met het Stadsteekeninstituut de Zondagsschool voor Decoratieve Kunsten op, ook wel Zondagsschilderschool genoemd. Hiermee had Graafland in november 1899 een begin gemaakt, maar het duurde tot de vergadering van het Stadsteekeninstituut op 26 november 1901 voordat dit werkelijkheid werd. Deze schildercursus - de Zondagsschool voor Decoratieve Kunsten (Zondagsschilderschool) - werd op zondagochtend gehouden en werd gegeven door en bij Rob Graafland die de meest talentvolle leerlingen uitkoos. Onder hen bevonden zich onder anderen Edmond Bellefroid, Jean Grégoire, Charles Hollman, Han Jelinger, Henri Jonas en Joep Nicolas. In de winter schilderden Graafland en zijn leerlingen ook in de Augustijnerkerk, in de zomer schilderden ze in de natuur "en plein air". Vanaf 1911 schilderden ze in de Italiaanse tuin van Graafland op Sint Pieter nabij Maastricht. Deze groep stond ook bekend als "de klas Graafland".

## Huwelijk en inspiratie
In 1902 trad Graafland in het huwelijk met Maria Hubertina Leopoldina Isabella (Maria) Duquesne (1881-1956). Op hun huwelijksreis bezocht het echtpaar onder andere Italië, een land dat Graafland hogelijk zou inspireren. In 1903 werd een dochter Suzanna (1903-1972) geboren. In 1905 vertrok Graafland naar Amerika. Hij reisde alleen en het was zijn doel Amerikaanse kunstbroeders te ontmoeten. Op Long Island bezocht hij de Limburgse schilder Hubert Vos, oom van zijn leerling Charles Vos. Graafland verbleef er vijf of zes maanden. Met zijn Amerikaanse collega's schilderde hij "en plein air" in het veld. Ook bezocht hij onder andere Staten Island (New York) vanwaar hij enkele prentbriefkaarten naar Juffrouw W. Jelinger in Maastricht stuurde. Een tweede kind, een zoon Charles (1906-1975), werd in januari 1906 geboren nadat Graafland van zijn Amerika reis was teruggekeerd. Graafland moest het grote vrijstaande huis dat hij in 1902 naar eigen ontwerp aan de Scharnerweg had laten bouwen, als gevolg van financiële problemen verkopen. Het gezin Graafland verhuisde naar België, eerst naar Luik en daarna naar Wandre, dicht bij Maastricht, vanwaar Graafland zijn lessen aan het Stadsteekeninstituut te Maastricht voortzette. Ook de lessen van de Zondagsschilderschool vonden normaal doorgang. In 1911 verhuisde het gezin Graafland naar St. Pieter bij Maastricht. Het grote huis had een parkachtige tuin die Graafland in een Italiaanse tuin veranderde. Het huis werd een trefpunt voor kunstenaars in Maastricht.

## Glorietijd
De periode die nu aanbrak was de glorietijd voor Rob Graafland. Begonnen met voornamelijk in Rembrandt-achtige stijl te schilderen, was hij tot een romantische impressionist uitgegroeid. Zijn werken richten zich op de schoonheid van het leven. Vele van zijn vroegere doeken vernietigde hij. Bij Graafland op Sint Pieter ontmoetten Maastrichtse kunstenaars elkaar, en ook ontmoette men elkaar in Café Suisse op het Vrijthof te Maastricht en bij Henri Jonas thuis.

## Limburgse Kunstkring en waardering
In 1910 richtten Graafland, Jan Bakhoven, Guillaume Eberhard, Henri Jonas, J. van der Kooy, Jos Narinx en Vic Reinders op Graaflands initiatief de Limburgse Kunstkring op. Paul Brouwers werd de eerste voorzitter. De eerste tentoonstelling vond plaats in februari van dat jaar in de Dominicanerkerk te Maastricht. In 1912 won Graafland de Bronzen Medaille van de stad Amsterdam voor zijn schilderij "Lezend Meisje". In 1916 werd hem door H.M. Koningin Wilhelmina de Gouden Medaille voor zijn doeken "Levensvreugde" en "Meisjes in de Zon" toegekend. In 1917 ging Henri Jonas in Amsterdam aan de Rijksacademie studeren. Rob Graafland was erin geslaagd een stipendium van de stad Maastricht voor hem te krijgen.

## Depressie
Graafland had thans het hoogtepunt van zijn carrière bereikt, maar plotseling kwam er een einde aan dit alles. Graafland verloor veel geld op het einde van de Eerste Wereldoorlog en een depressie openbaarde zich die alsmaar erger werd. Soms waren er dagen dat hij niet meer kon werken, en die dagen werden maanden, jaren. Graafland ging daarom op zijn 43ste met pensioen. De familie Graafland verhuisde terug naar Maastricht. Graafland zou tot 1934 niet meer in staat zijn te schilderen. Maar toch bleef hij in andere opzichten actief. Hij werd tekenleraar aan de R.K. Huishoudschool; plaatsvervangend lid van de Schoonheidscommissie Maastricht; en hij was nog steeds werkzaam als illustrator van kinderboeken en tijdschriften. Graafland heeft zijn hele leven geïllustreerd. 

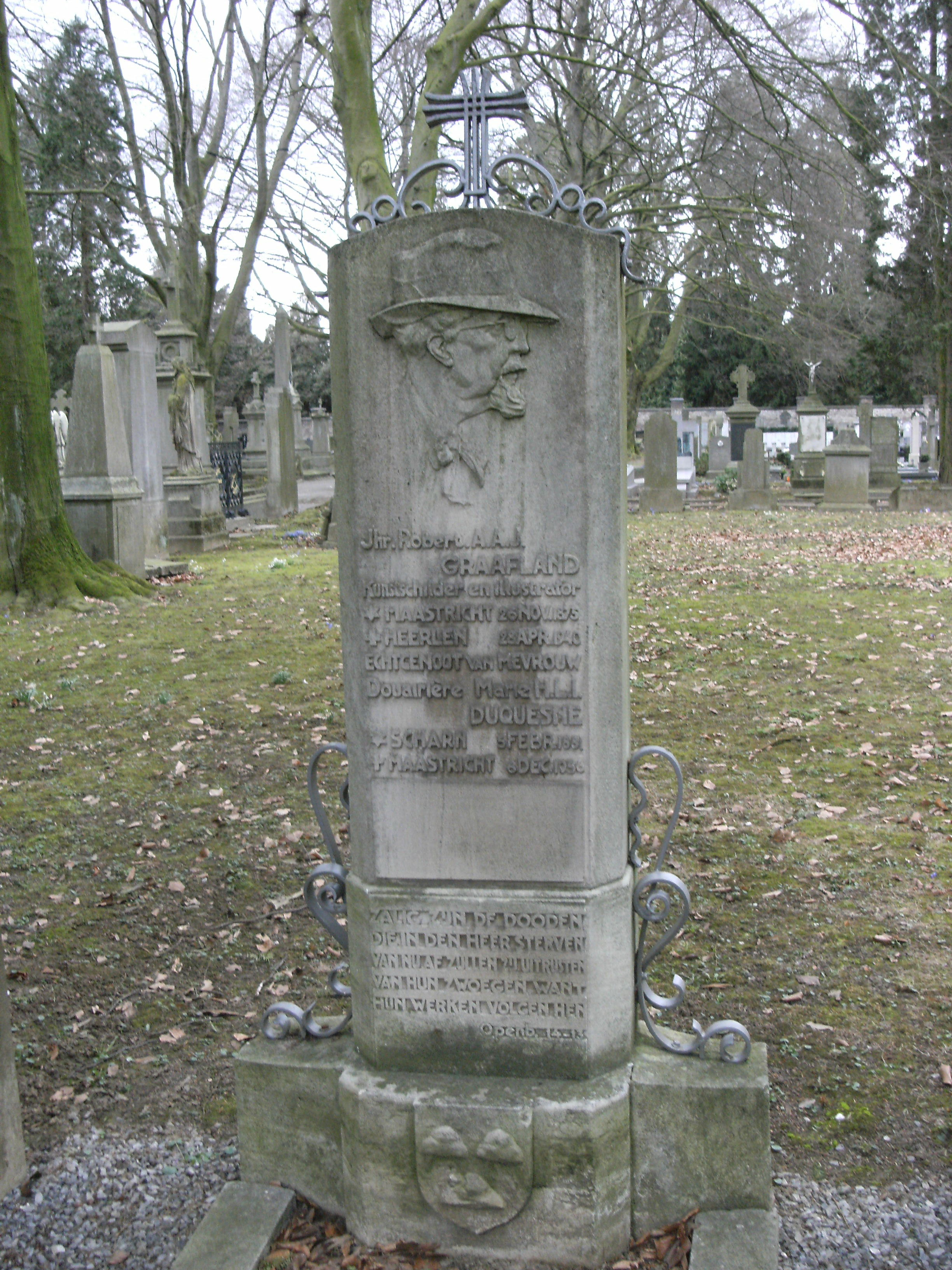
Begraafplaats Tongerseweg, graf Robert Graafland

In september 1933 bereikte Graaflands depressie een dieptepunt, en als gevolg van een daad van agressie tegen zichzelf verloor hij zijn rechteroog. Hij werd in het psychiatrisch ziekenhuis Voorburg te Vught opgenomen en de familie Graafland verhuisde naar Vught. Merkwaardig genoeg verdween de depressie daarna snel; Graafland was genezen. Onmiddellijk keerde de drang om te schilderen terug. Maar Graafland was niet meer dezelfde als voor zijn ziekte.

## Later werk en overlijden
Graafland legde zich thans vooral op portretschilderen toe. In 1936 nam de 60-jarige kunstschilder namens Nederland deel aan de kunstwedstrijden van de Olympische Zomerspelen 1936 te Berlijn. In de categorie Schilderkunst zond hij een olieverfdoek in met de titel: 'Mädel wie Du'. In 1938 verhuisde hij naar Den Haag. Hier ontstonden werken als De Stervende Zwaan. Veel van deze doeken zijn op 3 maart 1945 tijdens het geallieerde bombardement op Bezuidenhout verloren gegaan. In 1939 keerde Graafland de drukte van Den Haag de rug toe en betrok hij weer zijn vroegere woning te Vught. In 1940 begon een kwaadaardige ziekte Graaflands gestel te ondermijnen. In korte tijd verzwakte hij snel. Graafland werd in het Sint-Josephziekenhuis van Heerlen opgenomen waar hij in de ochtend van 28 april 1940 op de operatietafel overleed.

## Trivia
- In de Maastrichtse buurt Caberg is sinds 1951 een straat naar hem vernoemd: de Robert Graaflandlaan.[3]

- Biografisch Portaal: 59839283
- Digitale Bibliotheek voor de Nederlandse Letteren: graa090
- Gemeinsame Normdatei: 1076101097
- International Standard Name Identifier: 0000 0003 8834 5072
- Nederlandse Thesaurus van Auteursnamen: 070317151
- RKD-Nederlands Instituut voor Kunstgeschiedenis: 33171
- Union List of Artist Names: 500081098
- Virtual International Authority File: 281511520
- WorldCat: E39PBJxhgXBjWfh6m6rGvm8t8C